# Chip
Chip (укр. обличчя) — третій офіційний сингл румунського гурту Coma. Виданий 14 лютого 2014 року. За даними на сторінці фейсбук, відео до пісні отримало нагороду «Sunete Awards — Best Video».

## Відеокліп
Відео було представлене наступного дня після виходу синглу. Відзняте у стилі, схожому до кліпів «Vezi» та «Document». На початку відео вокалісти Cătălin Chelemen та Dan Costea сидять на стільцях одне проти одного біля установки, загорнутої в червону кулісу. З початком самої пісні показано обличчя людей, що виконують текст пісні, при чому обличчя то змінюються на нові, то знову на попередні. Під час приспіву показано гурт, що грає за кулісами.
Наприкінці відео показано фотокартки, розкидані по підлозі, та купу рук, що їх перебирають. Відео завершується епізодом, коли куліса поступово зтягується з установки, і відкриває тіло жінки (модель — Silvia Georgiana Niculae), що на ній лежить.
Згідно з описом відео учасниками гурту, у зйомці відео взяли участь більш ніж 250 осіб (серед них фанати, знайомі та учасники інших гуртів).

## Стиль виконання
Композиція має риси піано та експериментального року. Протягом приспіву 2 рядки повторюються тричі, кожного разу з різним темпом музики. Починається та завершується пісня вставками звучання піаніно з синтезатора.